# Ernest Airlines
Ernest Airlines war eine italienische Billigfluggesellschaft mit Sitz in Mailand und Basis auf dem Flughafen Mailand-Malpensa. Die Fluggesellschaft stellte den Betrieb nach einem Lizenzentzug durch die italienische Luftaufsichtsbehörde im Januar 2020 ein.

## Geschichte
Das Unternehmen wurde 2016 unter dem Namen Fly Ernest als virtuelle Fluggesellschaft gegründet, um Verbindungen von Italien nach Albanien aufzunehmen. Anfangs arbeitete die Gesellschaft mit Mistral Air zusammen, welche die Flüge durchführte.
Am 11. April 2017 erhielt das Unternehmen ein Air Operator Certificate und änderte parallel dazu seinen Namen in Ernest Airlines. Gleichzeitig wurde ein Airbus A319 als erstes eigenes Flugzeug geleast.
Ende 2019 wurde mitgeteilt, dass die italienische Flugaufsichtsbehörde der Airline per 13. Januar 2020 die Lizenz vorerst entziehen werde.
Am 20. November 2020 wurde Insolvenz eingereicht.

## Flugziele
Ernest Airlines bedient von verschiedenen Flughäfen in Italien aus Flüge nach Tirana und in die Ukraine.

## Flotte
Mit Stand Januar 2020 bestand die Flotte der Ernest Airlines aus vier Flugzeugen mit einem Durchschnittsalter von 11,5 Jahren.
| Flugzeugtyp     | Anzahl | Luftfahrzeugkennzeichen | Anmerkungen                      | Sitzplätze |
| --------------- | ------ | ----------------------- | -------------------------------- | ---------- |
| Airbus A319-100 | 1      | EI-FVG "Felix"          | geleast von BBAM                 | 141        |
| Airbus A320-200 | 3      | EI-GCC "Lucas"          | geleast von Macquarie AirFinance | 180        |
| Airbus A320-200 | 3      | EI-LIN                  | inaktiv, geleast von ALC         | 180        |
| Airbus A320-200 | 3      | EI-LIX "Fredrik"        | inaktiv, geleast von ICBC        | 180        |
| Gesamt          | 4      |                         |                                  |            |